# Lje
Lje (Љ, љ) a fost la origini o ligatură compusă din Л și Ь reprezentând /ʎ/, un sunet asemănător (dar nu egal) cu ЛЬ /lʲ/. Este folosit în limba sârbă și limba macedoneană. A fost inventată de Vuk Stefanović Karadžić și corespunde cu ǈ din alfabetul latin Sârb și Croat.